# Фламель, Николя

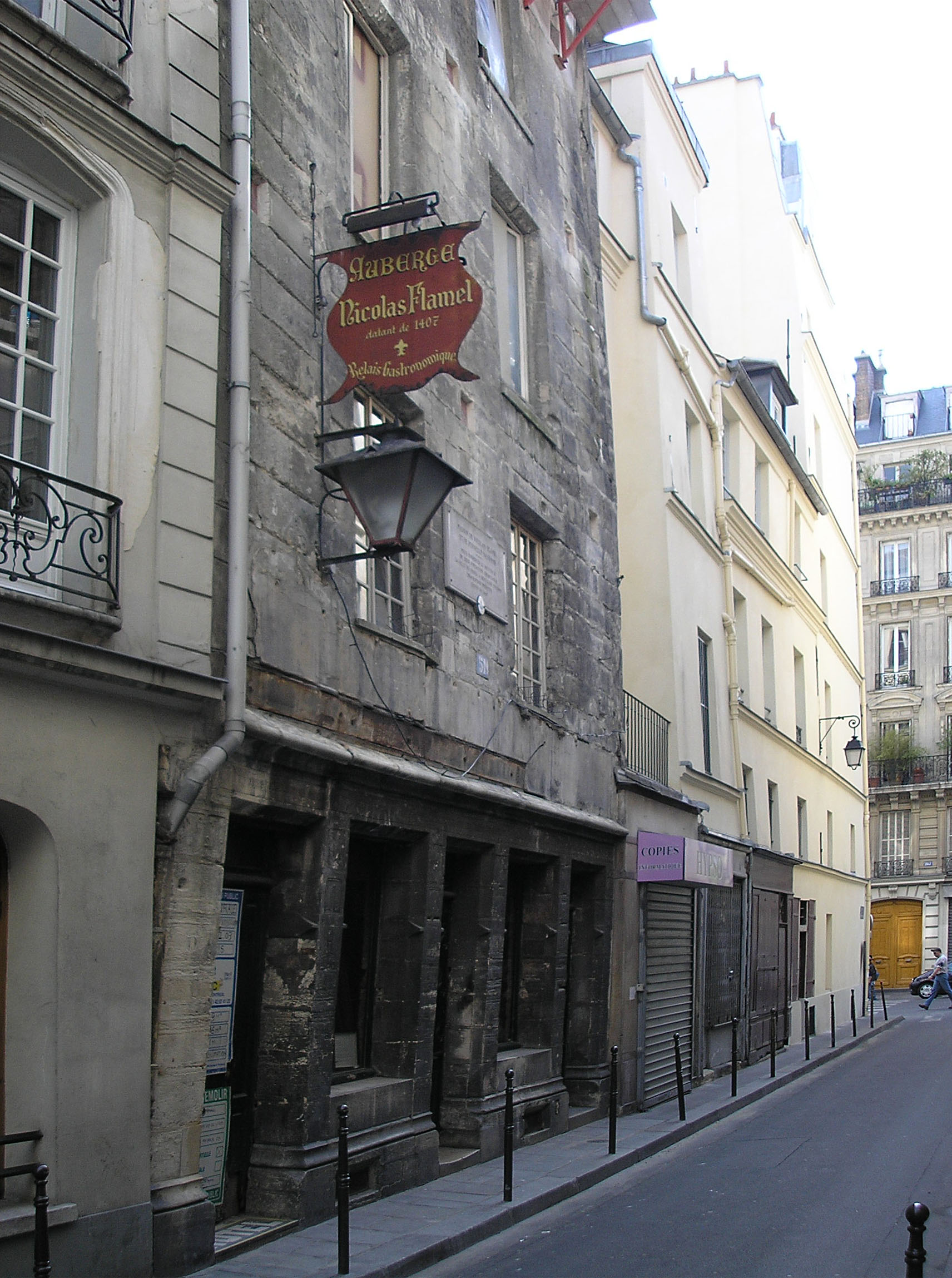
Дом Николя Фламеля сохранился до наших дней и признан самым старым домом Парижа (1407)

Николя́ (Ни́колас) Фламе́ль (фр. Nicolas Flamel, лат. Nicolaus Flamellus; 1330 — 22 марта 1418) — французский книготорговец и меценат, которому приписываются занятия алхимией, а также исследования возможности получения философского камня и эликсира жизни.

## Биография

Надгробная плита Николя Фламеля

Николя Фламель родился в 1330 году в окрестностях Понтуаза в небогатой семье. Считается, что его родители умерли, когда он был молодым, и после их смерти Николя переехал в Париж, где завершил своё начальное образование, став общественным писарем. Много лет спустя он писал о своих родных: «Они были достойными и честными людьми, и дали мне образование, в том числе весьма скромные познания по латыни». 
В 1356-м, по другим данным, в 1370 году он вступил в брак с зажиточной горожанкой Пернель, или Перенеллой Фламель, женщиной зрелых лет и дважды вдовой, после чего арендовал две мастерские, одну для себя, другую — для своих подмастерьев и копировальщиков. Всё имущество супругов перешло в совместное владение; сверх того, согласно легенде, Перенелла помогала мужу в его занятиях алхимией.

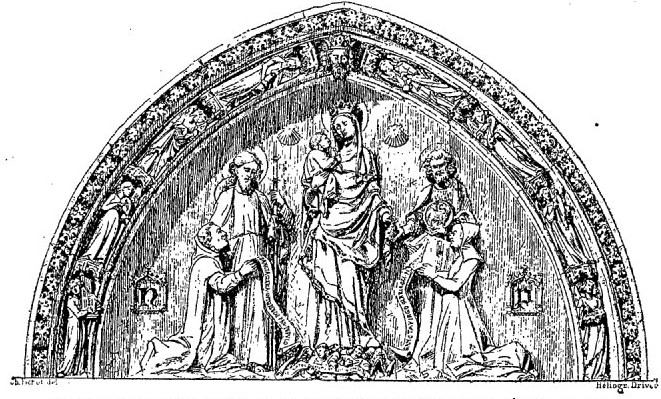
Резной портал парижской церкви Сен-Жак-ля-Бушери, заказанный в 1389 году Николя Фламелем. Рисунок 1761 года

В 1361 году Фламель, будучи владельцем небольшой книжной лавки, приобрёл для неё на небольшую цену в два флорина папирус, известный как «Священная книга еврея Авраама». В течение 20 лет он пытался разгадать «тайный смысл» книги, часть которой была написана на арамейском языке. В 1378 году для перевода этой части книги он под видом паломничества в Сантьяго-де-Компостела посетил еврейские общины Испании (иудеям в то время запрещалось жить во Франции), где познакомился с мараном Канчесом, оказавшим ему помощь в переводе книги. По возвращении Фламеля в Париж возник миф о том, что ему якобы удалось раскрыть секрет философского камня, укрепившийся позднее в связи с долгой жизнью Фламеля.
В 1382 году Фламель в течение нескольких месяцев стал собственником около 30 домов и участков земли в Париже и его окрестностях, что также способствовало распространению слухов об его удачных алхимических опытах. В старости Фламель занимался меценатством, учредил несколько фондов, вкладывал деньги в развитие искусства, профинансировав, в частности, постройку 14 больниц, семи церквей и трёх часовен во французской столице, не считая примерно такого же количества в Булони.

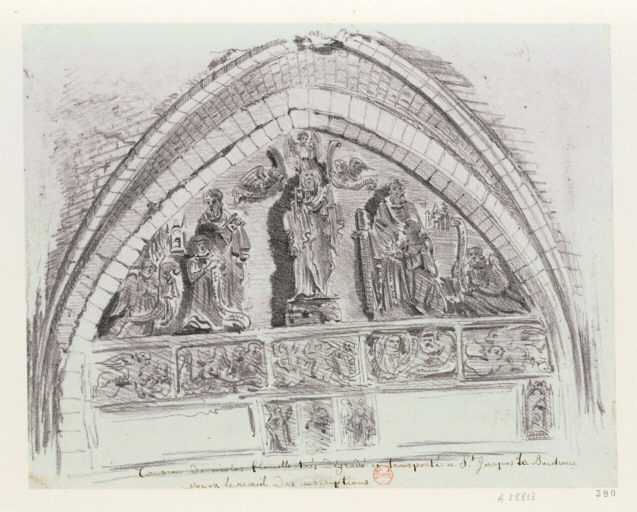
Аркада парижского кладбища Невинноубиенных младенцев, заказанная в 1407 году Николя Фламелем

В 1397 году умерла Пернель, жена Николя. Сам он скончался предположительно в 1418 году, предварительно купив себе место для погребения в церкви Сен-Жак-ля-Бушери. Поскольку у него не было детей, почти всё своё имущество он завещал этой церкви. Он имел младшего брата Жана Фламеля, писателя, с которым, однако, не поддерживал никаких отношений. При жизни Фламель сделал около 40 значительных пожертвований в пользу госпиталя, который до 1789 года ежегодно проводил процессию в Сен-Жак-ля-Бушери, чтобы помолиться о душе Николя Фламеля. 
Останки Фламеля и его жены Пернель после вскрытия могилы были перенесены в катакомбы.
Сохранился один из домов, принадлежавших Фламелю. Построенный в 1407 году, он считается старейшим в Париже (3-й округ, улица Монморанси, 51).

## Память

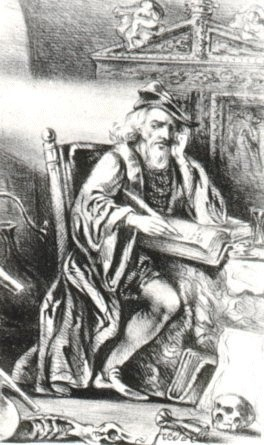
Романтизированный портрет Николя Фламеля из «Исторической галереи знаменитых людей» (1840)

Биография Фламеля, личности, по-видимому, действительно неординарной, после смерти обросла различными мифами. С конца XV по XVII век ему, в частности, приписывали несколько алхимических трактатов, наиболее известным из которых является «Книга иероглифических фигур» (фр. Livre des figures hiéroglyphiques), написанная в 1409 году, а в 1612-м опубликованная в Париже. В 1624 году вышел в свет её английский перевод под заглавием «Тайное описание благословенного камня, именуемого философским». Научно-критическое издание трактата подготовлено было в 1970 году французским историком тайных обществ Рене Алло. Известно, что английский физик, математик и астроном Исаак Ньютон живо интересовался трудами Фламеля, переведя один из них на английский язык.
Между тем, реальный исторический Фламель, будучи довольно грамотным и работая в молодости писцом и копиистом, вряд ли свободно владел при этом древнееврейским, арамейским и пр. языками, пользуясь трудом наёмных переводчиков и переписчиков рукописей. Начиная с эпохи Просвещения алхимические занятия Фламеля признавали легендарными.
Тем не менее в XX столетии, на фоне возросшего интереса к истории тайных орденов и средневекового оккультизма, Николя Фламеля стали считать не только «одним из самых известных алхимиков Средневековья», но и одним из первых великих магистров Приората Сиона, якобы занимавшим эту должность под именем Иоанна VI с 1398 по 1418 год.

## Появления после смерти
После смерти Фламеля и его супруги возникла легенда, что якобы Фламель предсказывал свою смерть и тщательно к ней готовился, что якобы на самом деле похороны были инсценированы, а Фламель со своей женой скрылся. Появились сообщения о его появлении в общественных местах после смерти.
Путешественник XVII века Поль Люка рассказывал о странном случае, произошедшем с ним. Однажды он гулял по саду возле мечети в городе Брусса (территория нынешней Турции). Во время своей прогулки он познакомился с человеком, который утверждал, что он является одним из лучших друзей Николя Фламеля и его жены, с которыми он расстался в Индии не более 3 месяцев назад. По словам этого человека, Фламель с женой инсценировали смерть и бежали в Швейцарию. Если бы его слова были правдой, то возраст Фламеля на тот момент составлял бы около 300 лет.
В XVIII веке старый священнослужитель Сир Морсель утверждал, что видел Николя Фламеля за работой в подземной лаборатории в центре Парижа. По его словам, лаборатория была отделена от внешнего мира семью дверями.
В 1761 году Фламеля с женой «заметили» в парижской опере. На этот раз их сопровождал сын, который, по слухам, был ими рождён в Индии.
В 1818 году по Парижу бродил человек, называвший себя Николя Фламелем, который за 300 000 франков предлагал продать философский камень и эликсир жизни.
Примечательно, что в середине XIX века у одного бакалейщика нашли надгробную плиту Николя Фламеля. Бакалейщик использовал её в качестве доски для резки. Сейчас плита находится в музее Клюни. В верхней части плиты изображены Пётр с ключом, Павел с мечом и Христос. Между ними располагаются фигуры Солнца и Луны. Ниже следует эпитафия благотворительной деятельности Фламеля, затем надпись на латыни «Господь Всевышний, на Твоё милосердие уповаю», изображение мёртвого тела и надпись на французском «Я вышел из праха и возвращаюсь в прах. Направляю душу к Тебе, Иисус Спаситель человечества, Прощающий грехи».

## Завещание Николя Фламеля
Завещание написано предположительно во второй половине XVIII века тайным последователем Николя Фламеля. Согласно легенде первая версия завещания была записана Фламелем в виде шифра на полях карманной псалтыри. Ключ от шифра Николя передал своему племяннику. У каждой буквы шифра было четыре варианта написания, а общее количество знаков в коде составляло 96. В 1758 году обладатели копий текста Антуан Жозеф Пернети и Сен-Марк вместе расшифровали завещание, потратив на это много времени. В 1762 году Пернети в «Литературном ежегоднике» сообщил о существовании неизвестного произведения Фламеля. Но оригиналы текста завещания были утрачены. В 1806 году появляется английский перевод завещания, значительно сокращённый и содержащий некоторые неточности. Однако в 1958 году Эженом Канселье в Национальной библиотеке в Париже была обнаружена рукопись завещания, составленная Дени Молинье.
В завещании Фламель описывает этапы приготовления философского камня. Данное завещание с рецептом можно найти в открытом доступе в интернете. Само завещание обращено к племяннику Николя. Фламель говорит, что он унесёт рецепт приготовления камня в могилу и просит так же поступить своего племянника.

## Труды, приписываемые Фламелю
- Le sommaire philosophique (Философское резюме). Первый раз изданное в: De la transformation métallique (Paris: Guillaume Guillard, 1561).
- Le Livre des figures hiéroglyphiques (Книга иероглифических фигур). Первый раз изданное в: Trois traictez de la philosophie naturelle (Paris: Veuve Guillemot, 1612).
- Le Livre des laveures (Книга Прачек), рукопись BnF (MS. Français 19978).
- Le Bréviaire de Flamel (Требник Фламеля), рукопись BnF (MS. Français 14765).

## Литературный образ
Легенды об изобретении Фламелем философского камня и его долгой жизни получили своё второе рождение в фантастической литературе. В частности, Фламель упоминается в следующих книгах:
1. Виктор Гюго, «Собор Парижской Богоматери»;
2. Густав Майринк, «Белый доминиканец»;
3. Герман Гессе, «Нарцисс и Гольмунд»;
4. Дэн Браун, «Код да Винчи»;
5. Майкл Скотт, цикл новелл «Секреты бессмертного Николаса Фламеля»;
6. Андрей Лазарчук, Михаил Успенский «Посмотри в глаза чудовищ»;
7. Александр Дюма, «Жозеф Бальзамо»;
8. Аракава Хирому, «Стальной алхимик»;
9. Полина Дашкова, «Источник счастья»;
10. Татьяна Полякова, «Мое второе я»;
11. Джоан Роулинг, «Гарри Поттер и философский камень»;
12. Анджей Сапковский, «Божьи воины»;
13. Антонио Родригес Хименес, «Алхимия единорога»;
14. Пронин Игорь Евгеньевич, «Пираты. Охота на дельфина»;
15. Майкл Скотт, «Алхимик»;
16. Том Харпер, «Книга тайн»;
17. Валерий Петров, Михаил Лоов, «Человек качественного поколения»;
18. Эрик Джиаккометти, Жак Равенн, «Братство смерти»;
19. Сергей Пономаренко, «Ключ к бессмертию»;
20. Надежда Попова, «Тьма века сего» (цикл «Конгрегация»);
21. Элиезер Юдковский, «Гарри Поттер и методы рационального мышления»;
22. Роберт Шекли и Роджер Желязны, «Коль в роли Фауста тебе не преуспеть»;
23. Сергей Изуграфов «Пропавший алхимик»;

## Кинематограф
- «Гарри Поттер и философский камень» (2001)
- «Стальной алхимик» (2003)
- «Стальной алхимик: Братство» (2009)
- «Париж. Город мёртвых» (2014)
- «Фантастические твари: Преступления Грин-де-Вальда» (2018)
- «Улисс: Жанна Д'Арк и рыцарь-алхимик» (2018)